# French Can Can
French Can Can (Originaltitel: French Cancan) ist ein französisch-italienischer Musikfilm von Jean Renoir aus dem Jahre 1955 mit vielen Tanz- und Gesangseinlagen.

## Handlung
Der Film beginnt im Varieté „Paravent Chinois“ mit einem Bauchtanz der Tänzerin Lola de Castro, genannt „La Belle Abbesse“. Direktor Henri Danglard spricht hinter der Bühne einem Anfänger Mut zu. Der Anfänger, ein Pfeifer, erntet Beifall und man bittet ihn um Zugabe.
Danglard besucht mit einigen Gästen einen Ball im Varieté „Reine Blanche“. Schöne Bilder mit Tänzen folgen.
Der Gerichtsvollzieher besucht Danglard. Der kann nicht zahlen. Das Paravent Chinois wird gepfändet. Der Gerichtsdiener Casimir, genannt das Gummimännchen, zeigt Danglard sein artistisches Können.
Danglard steigt über eine Treppe zum Montmartre hinauf, lernt die Wäscherin Nini kennen, wirbt sie als Tänzerin an und bringt sie zwecks Ausbildung zur Tanzschule. Zusammen mit Mimi Prunelle, einer früheren Cancan-Tänzerin, erfindet Danglard für sein neues Varieté, das Moulin Rouge, den „French Cancan“ als Attraktion. Baron Adrien Walter finanziert das neue Varieté.
Das Moulin Rouge soll auf dem Montmartre am Ort der Reine Blanche gebaut werden. Die Reine Blanche wird gesprengt. Die Arbeiten für das Moulin Rouge laufen auf vollen Touren und bald ist Richtfest. Dazu erscheint sogar ein Minister. Zwischen Danglard und dem eifersüchtigen Geliebten Ninis, dem Bäckergesellen Paulo, kommt es zu Handgreiflichkeiten, in deren Verlauf Danglard in eine fünf Meter tiefe Grube stürzt. Nach seiner Genesung wird Danglard das Hotelzimmer gekündigt, da Baron Walter wegen der gemeinsamen Geliebten Lola die Finanzierung zurückzieht.
Danglard muss in der Tanzschule unterschlupfen. Nini verlässt nun ihren Bäcker und wird die Geliebte Danglards. Als solche wird Nini von Prinz Alexander umworben, der die Finanzierung des Moulin Rouge übernimmt. Der Bau geht weiter. Da Prinz Alexander unerhört bleibt, unternimmt er einen Selbstmordversuch.
Im Folgenden werden Nummern in einigen Pariser Varietés gezeigt.
Der Prinz muss zurück in seine Heimat, um die Nachfolge seines Vaters anzutreten. Zum Abschied überschreibt er das Moulin Rouge an Danglard und händigt Nini die Papiere aus. Als der Tag der Eröffnung des Moulin Rouge gekommen ist, droht Nini zunächst damit, nicht aufzutreten. Sie tritt dann auf gutes Zureden hin doch auf.

## Kritiken
„Jean Renoir hat seine Kompositionskunst und seine Liebe zu dramatischen Details völlig ausgespielt in einem Film, der wie kaum ein anderer die „Belle Epoque“ erstrahlen läßt; die Ausstattung wird dabei zum integralen Handlungselement.“